# Cupha erymanthis
Cupha erymanthis ist ein in Asien vorkommender Schmetterling (Tagfalter) aus der Familie der Edelfalter (Nymphalidae).

## Merkmale

### Falter
Die Flügelspannweite der Falter beträgt 58 bis 74 Millimeter. Beide Geschlechter unterscheiden sich farblich nicht, die Weibchen sind jedoch etwas größer als die Männchen. Vom Apex der Vorderflügeloberseite erstreckt sich eine dunkelbraune Zone bis in die Postdiskalregion. Die Diskalregion ist gelb, die Basalregion hellbraun. Die Hinterflügeloberseite ist hellbraun gefärbt. Zwei nah beieinander liegende, unterbrochene dunkelbraune Wellenlinien verlaufen entlang des Saums. In der Postdiskalregion hebt sich eine Reihe schwarzer Punkte ab. Die Flügelunterseiten sind rötlich braun bis ockerfarben marmoriert. Durch die Diskalregion der Hinterflügel verläuft eine dunkelbraune, zuweilen bläulich angelegte Wellenlinie.

### Präimaginalstadien
Das Ei hat eine weißliche bis grüngelbe Farbe, eine kegelige Form und ist mit vielen kleinen Dellen versehen.
Frisch geschlüpfte Raupen sind weißlich gefärbt und behaart. Im zweiten Stadium nehmen sie eine grüne Farbe an. Ausgewachsen sind sie rotbraun gefärbt und auf der gesamten Körperoberfläche mit kleinen weißen Punkten sowie mit schwarzen, stark verzweigten stacheligen Dornen überzogen. Der Seitenstreifen ist gelblich weiß. Vom gelben Kopf heben sich zwei große schwarze, augenähnliche Flecke ab.
Die Puppe ist als Stürzpuppe ausgebildet und hat zunächst eine grüne Farbe. An den Flügelscheiden heben sich blaue Streifen ab. Auf dem Rücken befinden sich rötliche Tuberkel. Kurz vor dem Schlüpfen der Falter nehmen die Puppen eine hell- bis dunkelbraune Farbe an.

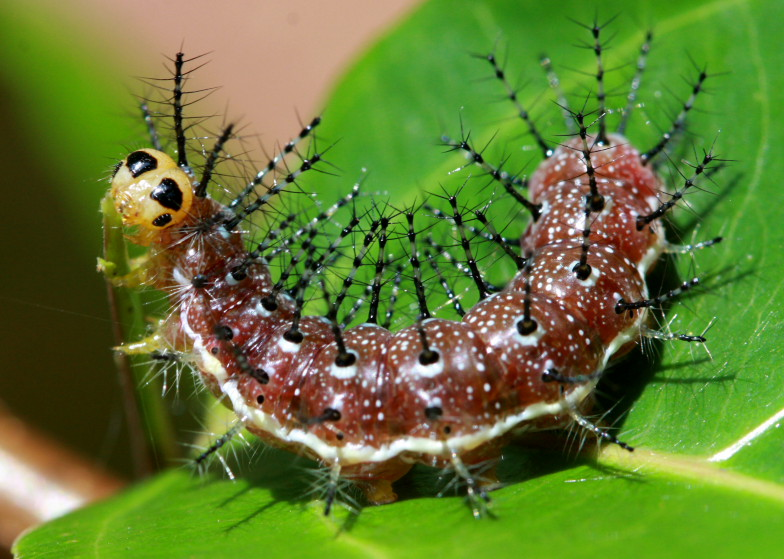
Raupe
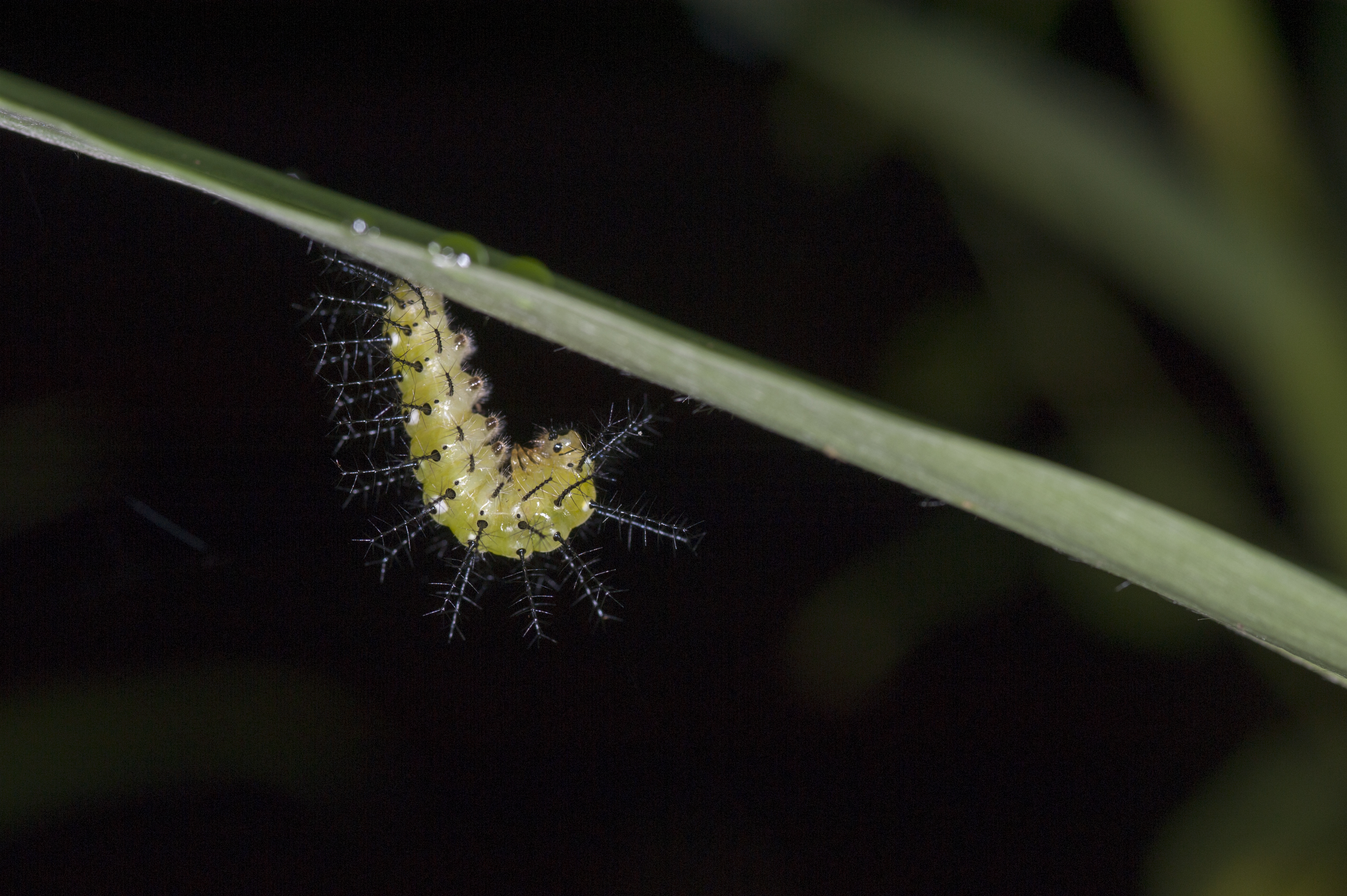
Beginn der Verpuppung
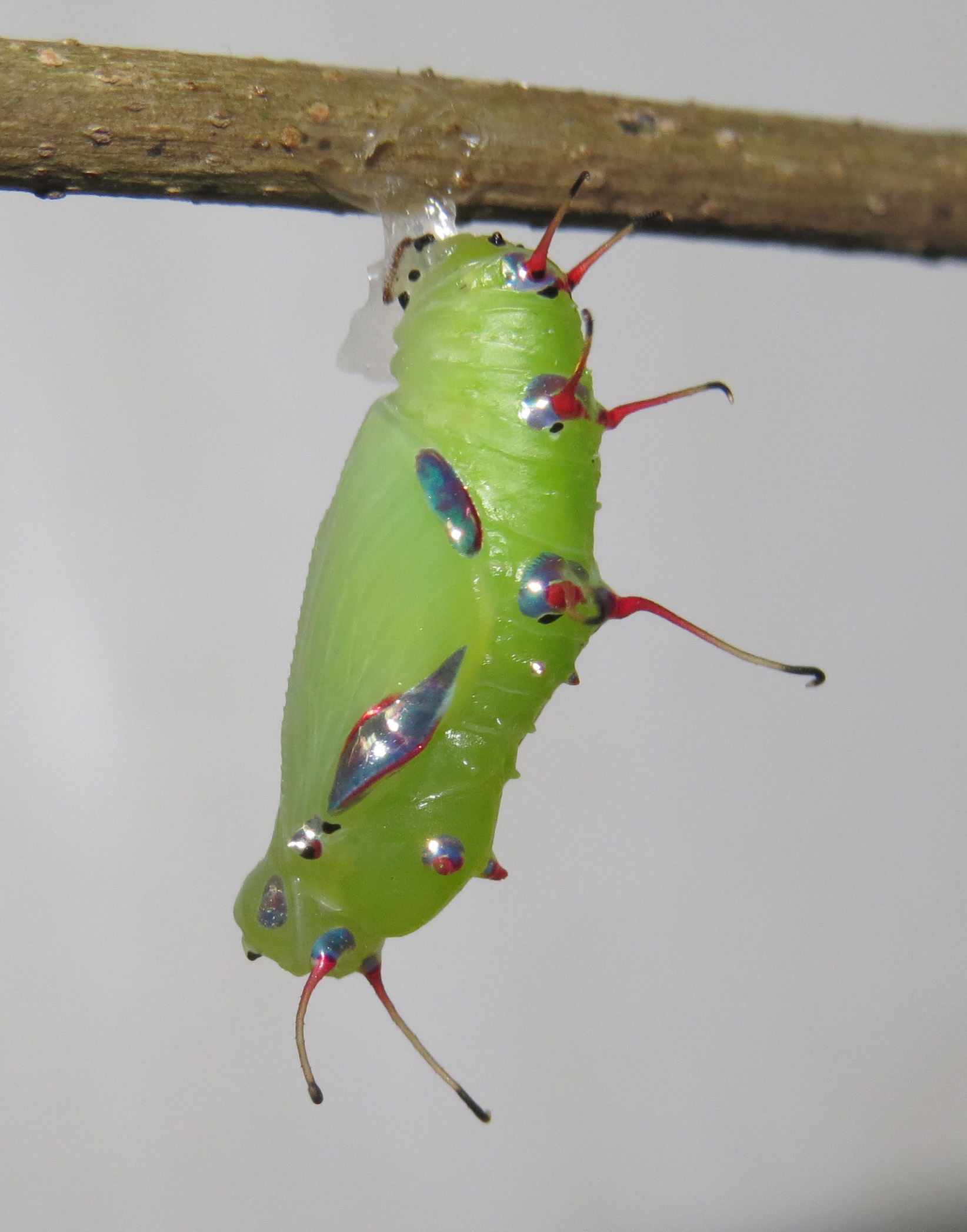
Frische Puppe
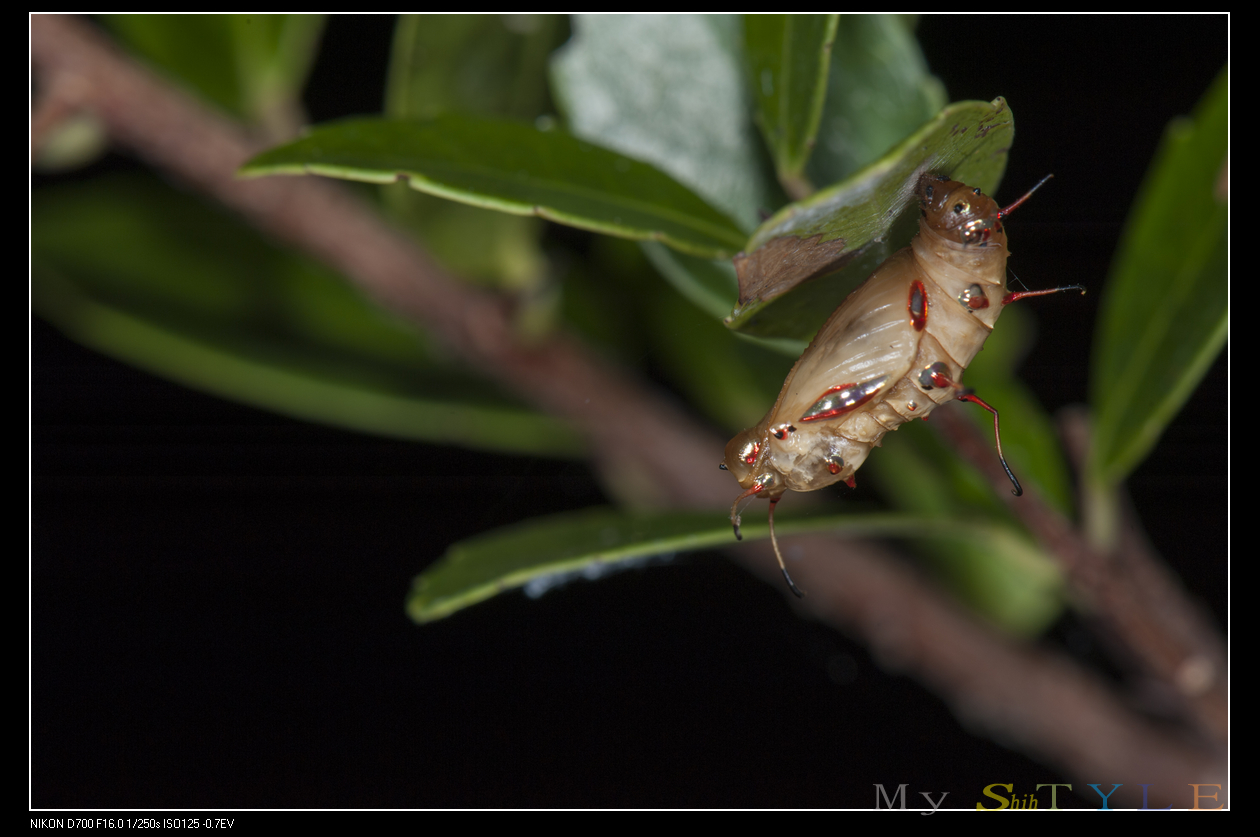
Puppe vor dem Schlüpfen
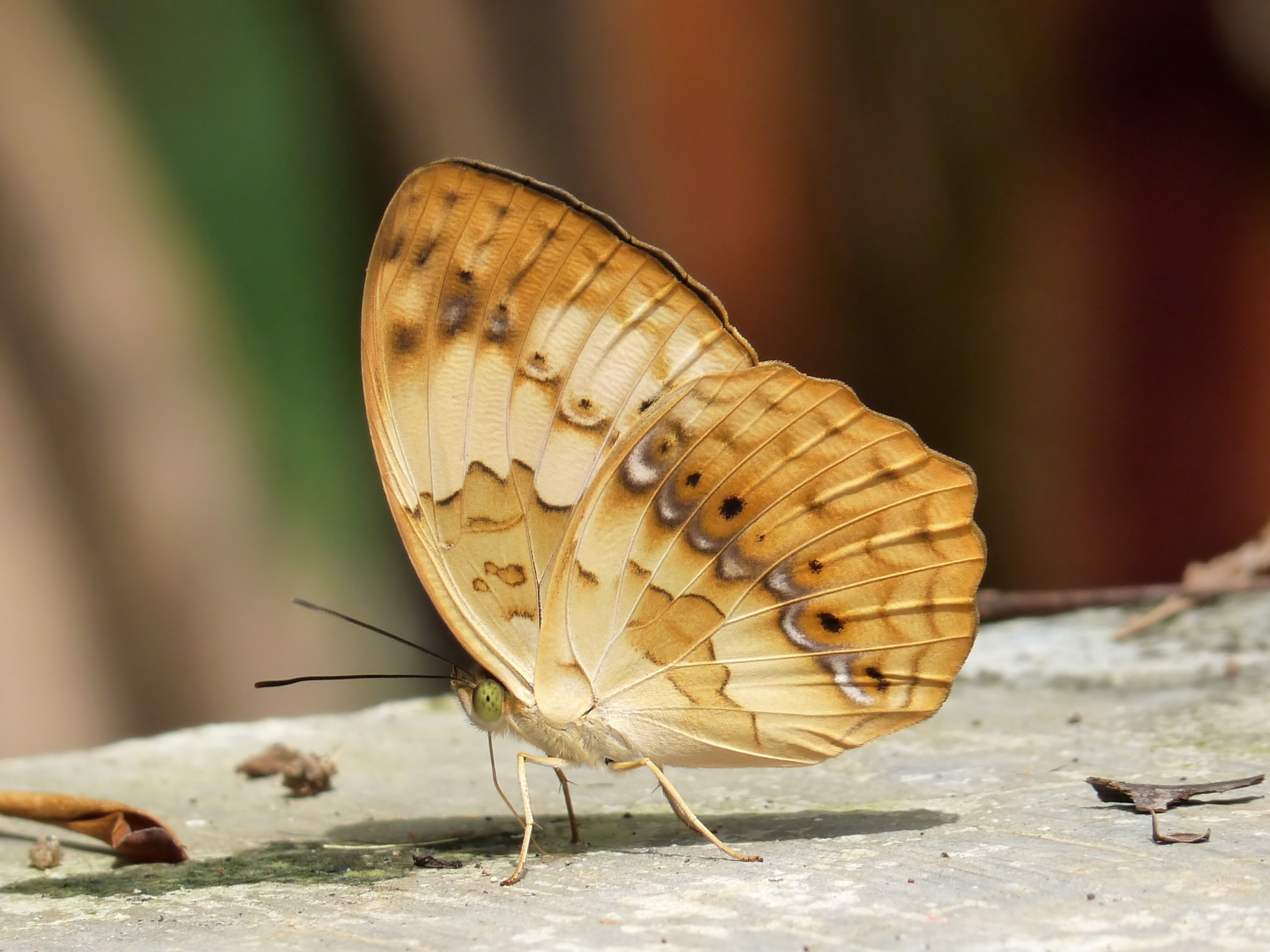
Flügelunterseite

## Verbreitung, Unterarten und Lebensraum
Cupha erymanthis kommt in Indien, Sri Lanka, Myanmar, Malaysia, Singapur, Thailand, im Süden Chinas und auf Taiwan vor. In den einzelnen Vorkommensgebieten werden derzeit 15 Unterarten geführt. Die Art besiedelt in erster Linie tropische Wälder.

## Lebensweise
Die Falter fliegen das ganze Jahr hindurch in mehreren Generationen. Am zahlreichsten treten sie zum Ende der Monsunzeit zwischen September und November auf. Sie saugen gelegentlich an feuchten Erdstellen, um Flüssigkeit und Mineralstoffe aufzunehmen. Die Raupen ernähren sich von den Blättern einer Vielzahl unterschiedlicher Pflanzen. Dazu zählen Flacourtiaceaearten, Wolfsmilchgewächse (Euphorbiaceae), Seifenbaumgewächse (Sapindaceae), Rosengewächse (Rosaceae) und Weidengewächse (Salicaceae).